# تيمو هوفمان
تيمو هوفمان (بالألمانية: Timo Hoffmann) مواليد 25 سبتمبر 1974 في أيسليبن، ساكسونيا أنهالت، ألمانيا، هو ملاكم محترف ألماني يصنف ضمن فئة الوزن الثقيل بدأ مسيرته الاحترافية سنة 1997.

## المسيرة الاحترافية
من نزالاته:
- خسر أمام ألكسندر ديميترينكو بالضربة الفنية القاضية (2007/11/17).
- خسر أمام تيمور إبراهيموف (2007/06/23).
- خسر أمام باولو فيدوز (2005/06/11).
- انتصر على بوب ميروفيك (2005/03/12).
- تعادل مع لوان كراسنيكي (2004/12/04).
- انتصر على زوري لورانس (2003/11/22).
- انتصر على هنري أكينواندي (2003/05/31).
- انتصر على مايكل سبروت (2001/03/24).
- خسر أمام مايكل سبروت (2001/02/17).
- خسر أمام فيتالي كليتشكو (2000/11/25).

## إحصائيات
خاض خلال مسيرته 52 نزالا، فاز في 40 وتعادل في 2 وخسر في 9. فاز بالضربة القاضية في 23 نزالا.

## روابط خارجية
- تيمو هوفمان على موقع بوكس ريك (الإنجليزية) (registration required)